# Kisszentmárton
Kisszentmárton je selo na jugu Republike Mađarske.
Zauzima površinu od 8,87 km četvornih.

## Zemljopisni položaj
Nalazi se na 45° 49' 27" sjeverne zemljopisne širine i 18° 1' 27" istočne zemljopisne dužine, u istočnom Ormánságu, 3 km sjeveroistočno od Drave i granice s Hrvatskom. 
Podravska Moslavina u RH je 3,5 km jugozapadno. Hirics je 1,5 km zapadno, Vajslovo je 2,5 km sjeverozapadno, Idvik je 1 km sjeverno, Sámod je 2,5 km sjeverno-sjeveroistočno, Adorjás je 3,5 km sjeveroistočno, Drávapiski su 4,5 km istočno-sjeveroistočno, Kémes je 5 km istočno, Cún je 3 km jugoistočno, a Vejtiba je 3,5 km jugozapadno. Pored Idvika prolazi potok Fekete-víz.

## Upravna organizacija
Upravno pripada Šeljinskoj mikroregiji u Baranjskoj županiji. Poštanski broj je 7841. 

## Povijest
Arheološki nalazi su pokazali da je područje današnjeg sela bilo naseljeno još u starom vijeku.
Kisszentmárton se u povijesnim dokumentima prvi put spominje 1257. u preambuli samodskih gospodara: okorska crkva (Okrimindszent), njegova zemlja i otok se spominju na mjestu gdje je današnje selo. 
Za vrijeme turske vlasti, selo je uvelike depopuliralo, tako da je popis iz 1559. našao jedva nekoliko obitelji.
Spomen na to da su ovo nekad posjedovali opati se sačuvalo u imenu Apáti puszta na zemljovidu iz 1883.

## Stanovništvo
Kisszentmárton ima 228 stanovnika (2001.). Mađari su većina. Romi čine više od četvrtine stanovništva. Blizu 2/3 stanovnika su rimokatolici, a oko petine stanovnika su kalvinisti.

## Promet
2 km sjeveroistočno od sela prolazi željeznička prometnica Šeljin-Selurinac. Najbliža željeznička postaja je postaja u Idviku.

## Vanjske poveznice
- (mađ.) Oldal Kisszentmártonról  Arhivirana inačica izvorne stranice od 13. lipnja 2007. (Wayback Machine)
- Kisszentmárton na fallingrain.com